# Онопрієнко Микола Миколайович
Микола Миколайович Онопрієнко (нар. 19 грудня 1911 — 12 листопада 1979) — радянський офіцер, учасник німецько-радянської війни, Герой Радянського Союзу (1945).

## Життєпис
Народився 19 грудня 1911 року в селі Уїл (зараз центр Уїльського району Актюбінської області Казахстану) у селянській родині. Українець. Закінчив 7 класів школи. Працював у колгоспі.
У РСЧА з 1931 року. В 1935 році закінчив Ташкентське піхотне училище, в 1939 – курси «Постріл».
Перед війною, з лютого 1941 р. служив на посаді заступника командира гірсько-стрілецького полку в Ашхабаді.
У жовтні 1941 р. відбув на Західний фронт в складі 36-ї стрілецької бригади у якій очолював окремий стрілецький батальйон. Був поранений, лікувався у Саратові.
Восени 1942 р. на базі бригади була сформована 74-та стрілецька дивізія, а майор М.Онопрієнко призначений командиром 78-го стрілецького полку.
З квітня 1943 року командир 676-го стрілецького полку (15-ї стрілецької дивізії 13-ї армії Центрального фронту). Брав участь у Курській битві. В листопаді того ж року був знову поранений.
З травня 1944 р. на посаді заступника командира зі стройової частини 193-ї стрілецької дивізії на 1-му Білоруському фронті. З лютого 1945 р. – заступник командира 37-ї гвардійської стрілецької дивізії (65-та армія, 2-й Білоруський фронт).
19–21 квітня 1945 гвардії полковник Онопрієнко з полками дивізії форсувавши Одер біля населеного пункту Кольбитцов (12 км півд.-зах. м. Щецин, ПНР), організував переправу 45-мм гармат, чим сприяв захопленню і втриманню плацдарму. Брав участь у відбитті 12 контратак противника. Звання Героя Радянського Союзу присвоєно 29 червня 1945 р.
Після війни продовжував службу в армії.
З 1954 р. полковник М.М.Онопрієнко у запасі. Жив у м.Оренбург. Помер 12 листопада 1979.

## Інші нагороди
Окрім Золотої Зірки та належного до неї ордена Леніна Микола Миколайович ув також нагороджений трьома орденами Червоного Прапора, орденами Суворова 3-го ступеня, Кутузова 3-го ступеня, Олександра Невського і Червоної Зірки,  медалями та іноземними орденами і медалями.